# Beretta Stampede
Beretta Stampede là loại súng ngắn ổ xoay không tự động được sản xuất bởi Beretta, là một bản sao chính xác của khẩu Colt Single Action Army "Peacemaker".

## Các biến thể

### Stampede Old West
Đây là phiên bản thứ hai của Stampede. Nó có một điểm ruồi cố định, tay cầm bằng gỗ, và dùng loại đạn .45 Long Colt, giống như Colt Peacemaker. Nó có một nòng 4¾ hoặc 5½ inch, tổng chiều dài là 9,5 inch hoặc 11 inch. Ổ đạn của nó có cơ số 6 viên, cũng như những phiên bản khác.

### Stampede Old West Marshal
Đây là phiên bản thứ ba của dòng Stampede. Nó được làm cho những ai muốn có một phiên bản ngắn hơn của Stampede. Nó có một điểm ruồi cố định và một báng gỗ được đánh bóng, và sử dụng đạn .45 Long Colt. Stampede Old West Marshal dài 8,25 inch và nòng của nó dài 3½ inch.

### Stampede Buntline Carbine
Đây có lẽ là phiên bản có sự thay đổi lớn nhất trong dòng súng ổ xoay Stampede, có một nòng dài 18 "và một báng gỗ. Nó vẫn sử dụng cơ chế hoạt động kép với điểm ruồi cố định, dùng đạn.45 LC. Nó dài 34 inch (Người ta phải cẩn thận khi bắn khẩu này hoặc bất kỳ súng trường ổ xoay nào, bởi vì nó có thể phát nổ ở chỗ giao nhau của ổ đạn và nòng.)

### Stampede Gemini
Phiên bản này của Stampede đã được thực hiện cho những người thích khẩu súng ngắn ổ xoay cỡ lớn. Nó có màu bạc mờ, và có một tay cầm gỗ có màu tối hơn và thân của nó lớn hơn so với Stampede Old West thông thường. Nó có một điểm ruồi cố định với nòng 5 1⁄2-inch và tổng chiều dài 11 inch, và tiếp tục sử dụng loại đạn.45 LC và ổ đạn 6 viên.

### Stampede Philadelphia
Đây là một phiên bản nặng hơn so với Stampede Old West, với tay cầm làm bằng gỗ cây óc chó mịn. Nó nặng khoảng 1/2 pound so với Stampede Old West, 3,76 pound (60 ounce) khi chưa có đạn.

### Stampede Deluxe
Đây là một phiên bản độc quyền của Stampede Old West. Khẩu này cũng có thể sử dụng loại đạn .357 Magnum, nhưng vẫn dùng ổ đạn 6 viên. Nó có ba loại nòng với các chiều dài khác nhau, 4¾, 5½ và 7½ inch. Nó được trang bị tay cầm làm bằng gỗ cây óc chó và một điểm ruồi được đặt cố định phía trước.

### Stampede Inox
Đây là một phiên bản tiêu chuẩn của Stampede Old West với vật liệu chủ yếu là Inox. Khẩu súng này có tay cầm bằng nhựa polymer màu đen, và phần còn lại của nó là thép không gỉ. Giống như các phiên bản khác, nó vẫn sử dụng ổ đạn 6 viên.45 Long Colt. Nó có một điểm ruồi cố định và một nòng dài 5½ ".

### Stampede
Đây là phiên bản Stampede gốc. Vật liệu chủ yếu của nó là thép xanh, niken, hoặc Inox. Nó có một nòng 5½ ", một điểm ruồi cố định ở phía trước và tay cầm làm bằng gỗ, gỗ óc chó hoặc nhựa polymer.